# Forrest McDonald
Forrest McDonald (* 7. Januar 1927 in Orange; † 19. Januar 2016 in Tuscaloosa) war ein US-amerikanischer Historiker, der sich mit der Entstehung der Verfassung der Vereinigten Staaten und ihren Verfassern beschäftigte. Seine bedeutendste These war seine Ablehnung von An Economic Interpretation of the Constitution of the United States von Charles A. Beard, die die Entscheidungen der Gründerväter beim Schreiben der Verfassung ihren ökonomischen Interessen zuschrieb (das sogenannte progressive history).

## Leben
McDonald studierte an der University of Texas at Austin, von der er 1955 promovierte. Er lehrte an der Brown University (1959–1967), der Wayne State University (1967–1976) und der University of Alabama (1976–2002), wo er den Posten des ausgezeichneten Professors (englisch distinguished professor) hielt. Seine Emeritierung war 2002.

## Werk
McDonald führte eine Gruppe von orthodoxen Historikern an, die An Economic Interpretation of the Constitution of the United States von Charles A. Beard, die die Entscheidungen der Gründerväter beim Schreiben der Verfassung ihren ökonomischen Interessen zuschrieb (das sogenannte progressive history), ablehnt. Sein erstes Werk über das Thema der Verfassung war We The People: The Economic Origins of the Constitution. Drei Hauptthesen Beards werden von McDonald erfasst: dass die Verfassung ein ökonomisches Dokument ist, das von den Privatinteressen der Verfasser geprägt wurde; dass der Streit um die Ratifikation der Verfassung eine Teilung zwischen diesen persönlichen Interessen und den Schuldnern, oft Bauern und Plantagenbesitzern, zeigte; Und dass Wertpapiere ein wichtiges Element bildeten. Ersteres widerlegt McDonald mit einer Analyse der einzelnen Mitglieder des Verfassungskonvents der Vereinigten Staaten, die nicht ein gemeinsames ökonomisches Interesse hielten. Für seine restliche Analyse teilt McDonald die Staaten in drei Kategorien: Staaten, die der Verfassung zustimmten (Delaware, New Jersey, Maryland, Georgia, Connecticut), Staaten, in denen größere Diskussionen herrschten (Pennsylvania, Massachusetts, South Carolina, New Hampshire), und Staaten, die sie ablehnten (Virginia, New York, Rhode Island, North Carolina). In der ersten Gruppe von Staaten zeigten sich Schuldner positiv zur Ratifikation der Verfassung. Die zweite Gruppe nutzt McDonald dazu, um zu zeigen, dass Föderalisten (Befürworter einer Ratifikation) nicht die reicheren der beiden Gruppen waren: In Pennsylvania besaßen Anti-Föderalisten sogar mehr Wertpapiere. Er schließt mit einer Ablehnung von Beards These. Das Buch schlug in der akademischen Welt hohe Wellen; die These Beards sei „shaken“ und ein wichtiges Buch, das eine „economic interpretation“ der Verfassung ausschließt, sei geschrieben worden.
Das zweite Buch zum Thema der Verfassung war E Pluribus Unum: The Formation of the American Republic, die die Zeit vor dem Verfassungskonvent behandelt. Er bietet ein Gegenstück zu Beards Analyse: Während die einzelnen Mitglieder von McDonald eher pessimistisch betrachtet werden, lobt er ihr kollektives Ergebnis, das eine blutige Revolution wie in Frankreich verhinderte. Föderalisten wurden zwar in ihrer Frühzeit von Spezialinteressen getrieben, doch hätte sich das zur Zeit des Verfassungskonvent geändert. Das Buch wurde kontrovers aufgenommen. Jackson Turner Main kritisiert die klare Bevorzugung der Föderalisten durch McDonald; Es brauche eine eigene Revision. Jacob E. Cooke hingegen lobt das „wegweisende“ Buch für die These, die neue Diskussionen öffnen würde.
Zwei seiner Bücher, The Presidency of George Washington und The Presidency of Thomas Jefferson, gehören der American Presidency Series an, die mehrere Präsidentschaften im Lauf der amerikanischen Geschichte beschreibt. The Presidency of George Washington bewertet Washington als Symbolfigur, die wichtig für das Erhalten der Nation war. Trotz seinen administrativen Fähigkeiten überließ Washington das Finden neuer Ideen seinen Ministern. Einen besonderen Fokus erteilt McDonald dem Finanzminister (englisch Secretary of the Treasury) Alexander Hamilton, dem Anführer der Föderalisten während der Präsidentschaft von Washington. Ihn bewertet McDonald im Gegensatz zu James Madison und Thomas Jefferson, den Führungspersönlichkeiten der Demokratisch-Republikanischen Partei, positiv. Über die Präsidentschaft von Jefferson urteilt McDonald in zwei Teilen: Die erste Laufzeit begutachtet er als großartig, die Zweite hingegen sieht er als ein Versagen von Jefferson. Rezensionen dieser Reihe fielen generell positiv aus. In seiner Rezension von The Presidency of George Washington betont Stephen G. Kurtz McDonalds Erfahrung mit dem „hamiltonian“ Finanzsystem. Lawrence S. Kaplan kritisiert The Presidency of Thomas Jefferson für die ex cathedra Einschätzung von Jeffersons Außenpolitik, doch sei es trotzdem ein wichtiges Buch für die historische Bewertung von Jefferson.
McDonalds 1982 veröffentlichtes Buch Alexander Hamilton: A Biography ist eine Biografie von Alexander Hamilton. Er bewertet Hamilton erneut positiv. Von Broadus Mitchell, einem weiteren Hamilton-Biografen, wurde das Buch gelobt. G. S. Rowe bezeichnet es als eine der besten Erläuterungen vom „hamiltonian financial system“ und seinen Ursprüngen in europäischen Ökonomen, doch sieht er frühere Biografien wie die von Mitchell in einem besseren Licht. Das Buch würde kontrovers werden.
Mit Novus Ordo Seclorum: The Intellectual Origins of the Constitution kehrte McDonald zurück zum Thema der Verfassung der Vereinigten Staaten. Genauer versucht McDonald die intellektuellen Ideen zu erfassen, die die Autoren der Verfassung beeinflussten. Er argumentiert, dass die Gründerväter weit mehr Quellen hatten als bisher gedacht, darunter schottische, lockische und Einflüsse aus englischem Gesetz. Ein Kampf zwischen Ordnung und Freiheit liegt auf dem Grund des Problems, wofür die Lösung laut McDonald eine Republik sei. Problematisch war aber, dass die Definition einer Republik im späten 18. Jh. flexibel war. Dazu kamen auch weitaus mehr intellektuelle Probleme. Auch ökonomische Probleme spielten eine Rolle, weshalb Ökonomisten wie Adam Smith auch einen beachtlichen Einfluss besaßen. Das Werk wurde von Rezensionen meist gelobt. Laut Richard R. Beeman besitzt das Buch die großartige Beschreibung der Privatinteressen, die McDonalds frühe Werke prägte, doch besitzt es mehr Selbstbeherrschung. Trotzdem sei das Buch kontrovers, was sein Wert aber nicht verringert. Jack N. Rakove lobt das Buch als konstant anstrengend und zugleich anregend.
Zusammen mit seiner Frau Ellen Shapiro McDonald schrieb er Requiem: Variations on Eighteenth-Century Themes, eine Serie von Essays über Themen, die in den 1780er und 1790er in den Vereinigten Staaten auftauchten. Zu den Thesen gehören, dass John Dickinson, der den Connecticut-Kompromiss vorschlug, bisher als Gründervater unterschätzt wurde. Eine weitere These ist behandelt die Ursprünge von Shays’ Rebellion; Anders als bisher aufgenommen sollen nicht die Schulden der Aufständischen Ursache sein, sondern die hohen Steuern. Sie loben den Föderalismus. Wie McDonalds restliches Werk wurde das Buch kontrovers aufgenommen. Stephen Innes hält am Buch mehrere Probleme fest, u. a. den Elitismus, doch sei es insgesamt positiv aufzunehmen.
In The American Presidency: An Intellectual History argumentiert McDonald, dass die Präsidentschaft aus Angst vor einer legislativen Tyrannei entstand. Den Posten betrachtet McDonald insgesamt positiv, doch beachtet er die einzelnen Präsidenten mit einem kritischeren Auge. Das Volk muss den Präsidenten für ihren Erfolg vertrauen, weshalb Präsidenten auch Schauspieler sein müssten. Herbert S. Parmet sieht ein weiteres, größeres Werk nötig, um das Thema zu behandeln. Paul Goodman bezeichnet das Buch als erleuchtend.
Sein letztes geschichtliche Werk war States’ Rights and the Union: Imperium in Imperio, 1776–1876, dass die Macht der Staatenregierungen in Beziehung zu der Nationalregierung von den Vereinigten Staaten während des ersten Jahrhunderts der Vereinigten Staaten behandelt. Wie beim restlichen Werk von McDonald wurde das Buch kontrovers aufgenommen. Michael Les Benedict sieht das Buch als gute Einleitung in das Thema, doch müsste man es mit Vorsicht vor McDonalds kontroverseren Interpretationen lesen. Thomas E. Carney sieht das Werk als bedeutend an, weil es das erste Werk ist, dass das gesamte Thema und nicht nur ein kleineres Thema wie Nullifikationskrise behandelt. Die Sammlung von Büchern zu diesem Thema sei hilfreich, doch hätte er sich eine sorgfältigere Ordnung gewünscht. Eine Analyse von States’ Rights des zweiten Jahrhundert der amerikanischen Geschichte sei wünschenswert. Für Charles F. Hobson ist Hamiltons Argumentation überzeugend.
Recovering the Past: A Historian’s Memoir ist sein letztes Werk und eine Autobiografie.

## Veröffentlichungen (Auswahl)
- Let There Be Light: The Electric Utility Industry in Wisconsin The American History Research Center, Madison 1957
- We The People: The Economic Origins of the Constitution University of Chicago Press, Chicago 1958
  - We The People: The Economic Origins of the Constitution University of Chicago Press, Chicago 1991, ISBN 9781412841214
  - We The People: The Economic Origins of the Constitution University of Chicago Press, Chicago 1992, ISBN 9781560005742
  - We The People: The Economic Origins of the Constitution University of Chicago Press, Chicago 2003, ISBN 9780758123435
  - We The People: The Economic Origins of the Constitution University of Chicago Press, Chicago 2017, ISBN 9781138540392
- Insull University of Chicago Press, Chicago 1962, ISBN 9780226557182
  - Insull: The Rise and Fall of a Billionaire Utility Tycoon Taschenbuchausgabe. University of Chicago Press, Chicago 2004, ISBN 9781587982439
- E Pluribus Unum: The Formation of the American Republic Houghton Mifflin Harcourt, Boston 1965
- The Presidency of George Washington (= American Presidency Series) University Press of Kansas, Lawrence 1974
- The Presidency of Thomas Jefferson (= American Presidency Series) University Press of Kansas, Lawrence 1976, ISBN 9780700601103
- Alexander Hamilton: A Biography W. W. Norton & Company, New York und London 1979, ISBN 978-0-393-30048-2
- Novus Ordo Seclorum: The Intellectual Origins of the Constitution University of Kansas Press, Lawrence 1985, ISBN 9780700602841
  - Novus Ordo Seclorum: The Intellectual Origins of the Constitution Taschenbuchausgabe. University of Kansas Press, Lawrence 1986, ISBN 9780700603114
- Requiem: Variations on Eighteenth-Century Themes University of Kansas Press, Lawrence 1988 (Zusammen mit Ellen Shapiro McDonald) ISBN 9780700603701
- The American Presidency: An Intellectual History University Press of Kansas, Lawrence 1994, ISBN 9780700606528
  - The American Presidency: An Intellectual History Taschenbuchausgabe. University Press of Kansas, Lawrence 1994, ISBN 9780700607495
- States’ Rights and the Union: Imperium in Imperio, 1776–1876 University Press of Kansas, Lawrence 2000, ISBN 9780700610402
  - States’ Rights and the Union: Imperium in Imperio, 1776–1876 Taschenbuchausgabe University Press of Kansas, Lawrence 2000, ISBN 9780700612277
- Recovering the Past: A Historian’s Memoir